# Never Give Up (singel ATB)
Never Give Up – singel André Tannebergera z albumu Sunset Beach DJ Session 2. Został wydany 8 czerwca 2012 roku i zawiera dwa utwory. Piosenkę zaśpiewała Ramona Nerra.

## Lista utworów
| Nr | Tytuł                       | Długość |
| -- | --------------------------- | ------- |
| 1. | Never Give Up (Airplay Mix) | 3:11    |
| 2. | Never Give Up (Club Mix)    | 6:44    |